# Yochanan Vollach
Yochanan Vollach (hebraisk: יוחנן וולך) (født 14. maj 1945) er en tidligere israelsk fodboldspiller.

## Meriter
- VM i fodbold:
  - 12: 1970